# 2054 Gawain
2054 Gawain eller 4097 P-L är en asteroid i huvudbältet som upptäcktes den 24 september 1960 av den nederländsk-amerikanske astronomen Tom Gehrels och det nederländska astronomparet Ingrid van Houten-Groeneveld och Cornelis Johannes van Houten vid Palomarobservatoriet. Den är uppkallad efter Gawain i den keltiska mytologin.
Asteroiden har en diameter på ungefär 18 kilometer.